# Parafia św. Jana Chrzciciela w Starym Radzikowie
Parafia pw. Świętego Jana Chrzciciela w Starym Radzikowie – parafia rzymskokatolicka należąca do dekanatu wyszogrodzkiego, diecezji płockiej, metropolii warszawskiej. 

## Miejsca święte

### Kościół parafialny
Kościół pw. św. Jana Chrzciciela w Starym Radzikowie